# Cecilia Polizzi
Cecilia Polizzi (...) è un'attrice italiana, attiva in teatro, cinema e televisione.

## Biografia
Tra gli anni sessanta e settanta prende parte ad alcuni film cinematografici e televisivi, lavorando per registi quali Elio Petri (La proprietà non è più un furto), Giuseppe Patroni Griffi (Divina creatura), Sergio Corbucci (Bello mio, bellezza mia), Silverio Blasi (La figlia di Iorio). Prende parte anche ad alcuni sceneggiati e miniserie televisive come Le avventure di Laura Storm (1965), Il conte di Montecristo (1966), Il commissario De Vincenzi (1977) e Il furto della Gioconda (1978).
Nel 1978 pubblica un disco erotico recitato a tematica lesbica per la casa discografica Feeling Record Italiana, fondata da Renato Pent a Torino nel 1976. Il disco, intitolato Les biches (Le cerbiatte) e scritto dalla stessa Polizzi su musiche di Romano Farinatti, che si firma con lo pseudonimo Romanovich, si rifà al filone dei dischi erotici allora in voga, sull'onda lunga del successo di Je t'aime... moi non plus di Serge Gainsbourg e Jane Birkin del 1969.
Nel 1980-81 porta in tournée lo spettacolo Fedra, un mito, una donna ispirato al mito di Fedra, lavoro teatrale - ispirato alle opere di Euripide, Seneca, Ovidio, Jean Racine, Algernon Swinburne, Gabriele D'Annunzio, Miguel de Unamuno, Maricla Boggio - di cui è autrice, regista e interprete.
Tra gli anni ottanta e primi anni novanta, è al centro di un'odissea giudiziaria che causa un arresto della sua carriera e la porta anche in carcere per sei giorni con l'accusa di estorsione. La controversia legale è sorta in seguito a disaccordi con il direttore dello Stabile di Trieste, Nuccio Messina. Sostenuta dall'avvocato Tina Lagostena Bassi, alla fine, nel 1986, viene completamente assolta da ogni accusa. Nel 1994, a seguito degli strascichi della vicenda, arriva anche a incatenarsi per protesta davanti al Teatro Lirico di Milano al termine della rappresentazione de I giganti della montagna di Pirandello.

## Teatro (parziale)
- Peer Gynt di Henrik Ibsen (1973)
- Il funzionario Krehler di Georg Kreiser, regia di Paolo Magelli (1979-1980)
- Fedra, un mito, una donna scritto, diretto e interpretato da Cecilia Polizzi (1980-1981)
- Giuditta (1984)

## Filmografia

### Cinema
- La proprietà non è più un furto, regia di Elio Petri (1973)
- Divina creatura, regia di Giuseppe Patroni Griffi, (1975)
- E tanta paura, regia di Paolo Cavara (1976)
- Tanto va la gatta al lardo..., regia di Vittorio Sindoni (1978)
- Bello mio, bellezza mia, regia di Sergio Corbucci (1982)

### Televisione
- Le avventure di Laura Storm (1965) - serie TV
- Medea, regia di Alexis Minotis (1965) - film TV
- Il re, regia di Silverio Blasi (1966) - film TV
- Il conte di Montecristo, regia di Edmo Fenoglio (1966) - miniserie TV
- La figlia di Iorio, regia di Silverio Blasi (1974) - film TV
- Il commissario De Vincenzi (1977) - miniserie TV
- Il furto della Gioconda (1978) - miniserie TV

## Discografia

### Singoli
- 1978 - Les biches (Le cerbiatte)/Ninna nanna di Saffo